# Wilhelm Wien
Wilhelm Carl Werner Otto Fritz Franz Wien (13 tháng 1 năm 1864 - 30 tháng 8 năm 1928) là một nhà vật lý người Đức. Ông đã có công nghiên cứu các lý thuyết về nhiệt và điện từ để viết lên Định luật dịch chuyển Wien, hay còn được gọi là Định luật bức xạ Wien, định luật nói về các bước sóng của bức xạ do vật đen (blackbody) phát ra.
Ông cũng thiết lập một biểu thức cho bức xạ của vật đen mà chỉ đúng trong giới hạn photon-gas. Những lý luận của ông trên cơ sở bất biến đoạn nhiệt, và là công cụ cho cơ học lượng tử.
Max von Laue đã viết về Wien như sau: "Danh tiếng bất tử của ông chính là vì ông đã dẫn dắt chúng ta tới cánh cửa của cơ học lượng tử".
Wilhelm Wien giành được giải thưởng Nobel vật lý năm 1911 liên quan đến bức xạ nhiệt. Một miệng núi lửa trên Sao Hỏa được đặt theo tên Wien để vinh danh ông.

## Tiểu sử

### Thời thanh niên
Wien sinh ra tại Gaffken gần Fischhausen (Rybaki),thuộc vương quốc Phổ nay là Primorsk của Nga. Ông là con của Carl Wien, một địa chủ. Năm 1866, gia đình ông dời đến Drachstein, thuộc Rastenburg (Rastembork).
Năm 1879, Wien học tại trường Rastenburg và từ 1880-1882 ông học tại trường trong thành phố Heidelberg. Năm 1882 ông vào đại học Göttingen và đại học Berlin. Từ 1883-1885, ông làm việc trong phòng thí nghiệm của Hermann von Helmholtz và vào năm 1886 ông nhận bằng tiến sĩ với đề tài về sự nhiễu xạ ánh sáng trên vật liệu và ảnh hưởng của các loại vật liệu lên màu sắc của ánh sáng bị khúc xạ.
Trong năm 1900 ông chuyển đến đại học Würzburg và là người kế vị Wilhelm Conrad Röntgen.

### Sự nghiệp
Năm 1896 Wien xác định bằng thực nghiệm định luật phân bố bức xạ vật đen, sau này được mang tên ông: Định luật Wien. Max Planck, đồng nghiệp của Wien, không tin vào định luật thực nghiệm này, do vậy ông đã sử dụng nhiệt động lực học và điện từ học để đưa ra một cơ sở lý thuyết cho định luật của Wien, gọi là định luật Wien-Planck. Tuy nhiên, định luật Wien chỉ đúng tại miền tần số cao, và không còn đúng tại tần số thấp. Planck đã sửa lại lý thuyết và đưa ra định luật Planck, định luật này dẫn đến sự phát triển cơ học lượng tử sau này. Mặc dù vậy, công thức thực nghiệm của Wien {\displaystyle \lambda _{\mathrm {max} }T=constant}, gọi là định luật dịch chuyển Wien, vẫn còn được sử dụng, vì nó liên quan đến đỉnh bước sóng được phát ra bởi một vật(λmax), với T là nhiệt độ của vật đó. Năm 1900 (tiếp bước công việc của George Frederick Charles Searle), ông giả sử rằng toàn bộ khối lượng của vật chất có nguồn gốc điện từ và đưa ra công thức {\displaystyle m=(4/3)E/c^{2}} cho quan hệ giữa khối lượng điện từ và năng lượng điện từ.
Khi nghiên cứu dòng khí ion, Wien (1898) đã đồng nhất các hạt tích điện dương với nguyên tử hydro. Nhờ việc này, Wien đã đặt cơ sở cho phổ kế khối lượng. J. J. Thomson dựa vào các thiết bị của ông đã thực hiện các thí nghiệm tinh tế hơn vào năm 1913, sau đó là các thí nghiệm của Ernest Rutherford vào 1919, các hạt của Wien đã được chấp nhận và được đặt tên là proton. 

## Các xuất bản
- Wien, Wilhelm (1898). "Wikisource: Ueber die Fragen, welche die translatorische Bewegung des Lichtäthers betreffen" . Annalen der Physik. Quyển 301 số 3. tr. I–XVIII.

- Lehrbuch der Hydrodynamik (1900)
- Wien, Wilhelm (1900). "Wikisource: Über die Möglichkeit einer elektromagnetischen Begründung der Mechanik" . Annalen der Physik. Quyển 310 số 7. tr. 501–513. doi:10.1002/andp.19013100703.

- Wien, Wilhelm (1904). "On the differential equations of the electrodynamics for moving bodies". Annalen der Physik. Quyển 318 số 4. tr. 641–662, 663–668.[liên kết hỏng] (German/English translation by R. R. Traill)

- Wien, Wilhelm (1904a). "Wikisource: Über die Differentialgleichungen der Elektrodynamik für bewegte Körper. I" . Annalen der Physik. Quyển 318 số 4. tr. 641–662.

- Wien, Wilhelm (1904b). "Wikisource: Über die Differentialgleichungen der Elektrodynamik für bewegte Körper. II" . Annalen der Physik. Quyển 318 số 4. tr. 663–668.

- Wien, Wilhelm (1904c). "Wikisource: Erwiderung auf die Kritik des Hrn. M. Abraham" . Annalen der Physik. Quyển 319 số 8. tr. 635–637.

- Wien, Wilhelm (1904d). "Wikisource: Zur Elektronentheorie" . Physikalische Zeitschrift. Quyển 5 số 14. tr. 393–395.

- Aus dem Leben und Wirken eines Physikers (1930, memoir)